# HIP 70849 b
HIP 70849 b是一顆豺狼座的太陽系外行星，母恆星是橙矮星 HIP 70849，距離地球約78光年。該行星的質量超過木星5倍，公轉週期超過3000日，軌道半長軸超過3.5天文單位。不過和大部分系外行星不同的是，目前仍不知道它的軌道離心率，同時也跟大部分系外行星一樣尚未得知軌道傾角。它是於2009年10月19日和其他29顆系外行星一起被高精度徑向速度行星搜索器偵測到。

## 外部連結
- HIP 70849 b